# William Gustav Baer
William Gustav Baer  (* 17. April 1867 in Herrnhut; † 16. September 1934 in Tharandt) war ein deutscher Ornithologe und Entomologe.

## Leben
William Gustav Baer war der Sohn von Gustav Eduard Bär (1823–1894) und dessen Ehefrau Maria Dorothee Emilie, geborene Breutel (1835–1914). Der Gutsbesitzer, Entomologe und sächsische liberale Landtagsabgeordnete Heinrich Benno Möschler war sein Onkel. Der Präparator und Entomologe Albert Möschler war sein Vetter.
Er besuchte das Pädagogium in Niesky und wurde nach leidlicher Überwindung eines Nervenleidens Erzieher am Pädagogium in Niesky, wo er zunächst die Sammlung des Naturwissenschaftlichen Museums neu ordnete. Anschließend erweiterte er seine Kenntnisse als Präparator 1896 an der im Entstehen begriffenen Vogelwarte Rossitten, wurde 1898 Assistent von Hinrich Nitsche an der königlichen Forstakademie in Tharandt und war in der Folge hier bis zu seinem Ruhestand im Jahr 1930 tätig.
Er forschte zur Ornithologie sowie zu den Wildbienen und Geradflüglern der Oberlausitz.
Der Verein sächsischer Ornithologen ernannte ihn in Anerkennung seiner Verdienste um die heimatliche vogelkundliche Forschung am 2. April 1932 zu seinem außerordentlichen Mitglied.
Seine Sammlung von Hymenoptera (Apidae) der Oberlausitz ging etwa 1900/01 an das Museum für Naturkunde Görlitz.
Von seiner Korrespondenz sind unter anderem seine an Karl Eckstein, Bernhard Hantzsch und Hans Sachtleben gerichteten Briefe und Postkarten im jeweiligen Nachlass überliefert.

## Schriften (Auswahl)
- mit Otto Uttendörfer: Auf den Spuren gefiederter Räuber. Studien zweier Waldpolizisten. In: Ornithologische Monatsschrift, 22, 1897, S. 77–92 (zobodat.at [PDF])
- Zur Ornis der preussischen Oberlausitz. Nebst einem Anhange über die sächsische. In: Abhandlungen der Naturforschenden Gesellschaft zu Görlitz, 22, 1898, S. 225–336 (zobodat.at [PDF])
- Zur Apiden-Fauna der Kurischen Nehrung. In: Allgemeine Zeitschrift für Entomologie, 8, 1903, S. 157–161 (zobodat.at [PDF])
- Zur Apidenfauna der preussischen Oberlausitz. In: Abhandlungen der naturforschenden Gesellschaft Görlitz, 24, 1904, S. 107–121 (biodiversitylibrary.org)
- Zur Orthopterenfauna der preußischen Oberlausitz. Nebst einigen Bemerkungen über seltenere im Königreich Sachsen vorkommende Orthopteren. In: Abhandlungen der naturforschenden Gesellschaft Görlitz, 24, 1904, S. 123–127 (biodiversitylibrary.org)
- Die Tachinen als Schmarotzer der schädlichen Insekten. Ihre Lebensweise, wirtschaftliche Bedeutung und systematische Kennzeichnung. I. Allgemeiner Teil. In: Zeitschrift für Angewandte Entomologie, 6, 2, 1920, S. 185–246
- Die Tachinen als Schmarotzer der schädlichen Insekten. Ihre Lebensweise, wirtschaftliche Bedeutung und systematische Kennzeichnung. II. Spezieller Teil. In: Zeitschrift für Angewandte Entomologie, 7, 1, 1920, S. 97–161
- Die Tachinen als Schmarotzer der schädlichen Insekten. Ihre Lebensweise, wirtschaftliche Bedeutung und systematische Kennzeichnung. III. Schluß. In: Zeitschrift für Angewandte Entomologie, 7, 2, 1921, S. 349–423
- Beitrag zur Lebensweise der Nonne und Versuch mit deren Bekämpfung. In: Tharandter Forstliches Jahrbuch, 74, 1923, S. 240–247
- Die Parasiten der Kieferneule. In: Zeitschrift für angewandte Entomologie, 11, 1925, S. 23–34